# Крозио дела Вале
Кро̀зио дела Ва̀ле (на италиански: Crosio della Valle; на ломбардски: Cros, Кроз) е село и община в Северна Италия, провинция Варезе, регион Ломбардия. Разположено е на 322 m надморска височина. Населението на общината е 611 души (към 2017 г.).